# Вторая мексиканская республика
Вторая Федеративная Республика Мексика (исп. Segunda República Federal de México) — название эпохи второго правления федералистов в Мексике при сохранении официального названия страны — Мексиканские Соединённые Штаты (исп. Estados Unidos Mexicanos). Она началась после падения унитарной Централистской Республики Мексика в 1846 году в начале американо-мексиканской войны и продлилась до французской интервенции в Мексику и провозглашения Второй Мексиканской империи в 1863 году.

## История
Федеративная конституция 1824 года была снова введена в действие 22 августа 1846 года указом временного президента Салас. Война с США закончилась в 1848 году, когда Мексика была вынуждена уступить им половину своей территории. Тем не менее, период, последовавший сразу за войной, сменялся периодом стабильных правительств. 
В середине XIX в. либералы стали усиленно выдвигать требование реформы, под которой подразумевались секуляризация церковного имущества, ликвидация привилегий духовенства и армии и т. д. Эта программа соответствовала интересам капиталистического развития. Против реформы выступали консерваторы, стремившиеся укрепить власть латифундистов и господствующее положение церкви, сохранить фуэрос военных и духовенства, не допустить к участию в политической жизни народные массы и большую часть буржуазии. В связи с усилением в конце 40-х — начале 50-х годов крестьянских восстаний и выступлений городской бедноты в 1853 г. при поддержке реакционных землевладельцев, церковной иерархии, военщины и крупной иностранной буржуазии к власти вновь пришел Санта-Анна (1853—1855). Установив диктаторский режим, он по требованию США уступил им за 10 млн. долл. еще около 120 тыс. км2, расположенных южнее р. Хила (долина Месилья). Эта сделка, известная под названием «покупки Гадсдена» (по имени посланника США), вызвала сильное возмущение в стране.
Продажа долины Месильи стала для патриотов последней каплей, и либералы подняли восстание, провозгласив План Аютлы. В августе 1855 г. диктатура Санта-Анны пала, а в октябре к власти пришло либеральное правительство Альвареса, составленное из пурос. Оно приступило к формированию национальной гвардии, которая должна была заменить постоянную армию; по предложению министра юстиции Хуареса издало закон, лишавший привилегий духовенство и армию («закон Хуареса»). Либералы приступили к реализации проекта реформ, существенных беспрецедентных изменений в мексиканской конституционной истории, наиболее заметными из которых были разделение церкви и государства и конфискация земель у католической церкви. 
8 февраля 1857 года была принята новая конституция, закрепившая преобразования. Конституция объявила Мексику представительной, демократической федеративной республикой, состоящей из штатов, «свободных и суверенных во всем, что касается их внутреннего устройства». Она запрещала рабство, декларировала свободу совести, слова, печати, собраний, передвижения, тайну переписки, право создания политических и общественных организаций, отменяла наследственные титулы и привилегии знати, упраздняла сословные суды и вводила суд присяжных, ликвидировала торговые монополии и регламентацию, тормозившие рост промышленности, гарантировала неприкосновенность частной собственности, отчуждение которой допускалось «только в случае общественной необходимости и с предварительной компенсацией». 
Консервативная партия взялась за оружие и свергла правительство Комонфорта, открыв трехлетний период гражданской войны, известный как Война за реформы. 
В 1860 году либеральное правительство во главе с президентом Бенито Хуаресом одержало победу, но финансовый кризис заставил его правительство отложить выплату внешних долгов, что было использовано Второй французской империей в качестве предлога для начала интервенции в Мексику с целью превращения ее в зависимое государство во главе с Максимилианом Габсбургом. При поддержке мексиканских консерваторов была установлена Вторая Мексиканская империя.